# بطولة العالم لسباقات فورمولا 1 موسم 1975
بطولة العالم لسباقات فورمولا 1 موسم 1975 عقدت في سنة 1975 م، وفاز بها نيكي لاودا (بالإنجليزية: Niki Lauda)‏ من فريق فيراري (بالإنجليزية: Ferrari)‏ بسيارته الكوزوورث (فورد). نيكي لاودا الذي بدأ السباق في الخط رقم 9 حصل على أفضل توقيت في الجولة 2 من السباق في أسرع لفة له. هذا السائق في المجموع حصد 64.5 نقطة.

## الوصلات الخارجية
- الموقع الرسمي للفورمولا 1